# Háutungur
Háutungur är ett berg i republiken Island. Det ligger i regionen Norðurland vestra, 170 km nordost om huvudstaden Reykjavík. Toppen på Háutungur är 609 meter över havet, eller 207 meter över den omgivande terrängen. Bredden vid basen är 3,4 km.
Trakten runt Háutungur är nära nog obefolkad, med mindre än två invånare per kvadratkilometer. Det finns inga samhällen i närheten. Trakten runt Háutungur består i huvudsak av gräsmarker.